# Tuvaluische Sprache
Tuvaluisch (Eigenbezeichnung te ggana Tuuvalu ‚Tuvaluische Sprache‘ oder te ggana a taatou ‚unsere Sprache‘) ist eine polynesische Sprache, die von den etwa 11.000 Bewohnern Tuvalus gesprochen wird. Sie ist neben Englisch Amtssprache des Staates Tuvalu und wird außerdem von Migrantengemeinschaften auf Fidschi, Kiribati, Nauru und Neuseeland gesprochen. Tokelauisch und Tuvaluisch sind untereinander verständlich.

## Geographische Verteilung
Tuvaluisch wird von etwa 11.000 Sprechern (Zählung von 1998) auf den insgesamt nur 26 km² großen neun Atollen des pazifischen Inselstaates Tuvalu gesprochen, der sich in den Ausläufern des polynesischen Dreiecks befindet, sowie von tuvaluischen Migranten auf Fidschi, Kiribati, Nauru und Neuseeland.

### Dialekte
Tuvaluisch hat sieben Dialekte, deren Sprachgebiet den sieben traditionell besiedelten Atollen entspricht, die einander jedoch derart ähnlich sind, dass sich die Bewohner der Inseln ohne besondere Schwierigkeiten untereinander verständigen können. Zwei Dialektgebiete (mundartliche Einheiten) haben sich herausgebildet: Die nordtuvaluischen Dialekte werden auf den Inseln Nanumanga, Nanumea und Niutao, die südtuvaluischen Dialekte auf den Inseln Nukufetau, Vaitupu, Funafuti und Nukulaelae gesprochen.
Niulakita ist erst seit dem 20. Jahrhundert dauerhaft besiedelt. Auf Nui wird ein Dialekt des Kiribatischen gesprochen.
Die sieben Dialekte unterscheiden sich vor allem in Phonologie und Wortschatz.
Die Dialekte von Funafuti und Vaitupu haben eine Hegemonialstellung, da sich auf Funafuti der Regierungssitz und Radio Tuvalu und auf Vaitupu die bis vor kurzem einzige Sekundarschule befindet.

## Phonetik und Phonologie

### Das Lautsystem
Wie die meisten polynesischen Sprachen hat Tuvaluisch ein relativ kleines Phoneminventar. Es besitzt zehn bis elf Konsonanten und fünf Vokale. Sowohl Konsonanten als auch Vokale können als Geminaten auftreten.
|          | bilabial | labiodental | alveolar | velar | glottal |
| -------- | -------- | ----------- | -------- | ----- | ------- |
| Plosiv   | p        |             | t        | k     |         |
| Nasal    | m        |             | n        | g [⁠ŋ⁠] |         |
| Frikativ |          | f / v       | s        |       | (h)     |
| Lateral  |          |             | l        |       |         |

Die Plosive sind stimmlos und in ungeminiertem Gebrauch nicht aspiriert. Sie können jedoch auch als leicht stimmhafte Plosive, oder als stimmlose oder leicht stimmhafte Frikative auftreten. Geminierte Plosive sind stark aspiriert.
Der glottale Frikativ [h] hat nur in den Dialekten von Nanumea und Nanumanga Phonemstatus. Im Nukulaelae-Dialekt tritt es nur in einigen Wörtern morpheminitial als Allophon von /s/ oder /f/ auf. In den südlichen Dialekten steht an seiner Stelle immer /s/ oder /f/.
Das Phonem /l/ kann im Nukulaelae-Dialekt auch als Flap realisiert werden.
|        | vorne | zentral | hinten |
| ------ | ----- | ------- | ------ |
| hoch   | i     |         | u      |
| mittel | e     |         | o      |
| tief   |       | a       |        |

Geminierte Vokale werden als lange Vokale realisiert.

### Phonotaktik
Wie in den meisten polynesischen Sprachen gibt es auch im Tuvaluischen nur offene Silben. Die häufigste Morphemstruktur ist KVKV.
Es gibt keine Konsonantencluster außer den Geminaten, die durch Vokaltilgung entstehen. Diese tritt auf, wenn zwei KV-Sequenzen in einem Wort identisch sind und die zweite den Hauptakzent trägt. Vokaltilgung kann Morphemgrenzen überschreiten. Sie ist in den nördlichen Dialekten optional.
Alle möglichen Cluster von zwei Vokalen sind belegt. Cluster von drei Vokalen treten seltener auf. Die Kombinationen /eua/ und /uau/ sind nicht belegt. Es gibt einige Cluster von vier Vokalen und zwei Cluster von fünf Vokalen, in den Interjektionen eiauee und oiauee, die Leid und Schmerz zum Ausdruck bringen.
Die Sequenz /vu/ ist nur in Fremdwörtern belegt und /vo/ tritt nur in einem Wort auf.

### Wortbetonung
Die Wortbetonung ist morenabhängig. Wörter mit einer More sind unbetont. Wörter mit zwei oder mehr Moren haben Betonung auf der Penultima-More, wie z. B. ave ['ave] „schicken“ oder maafatia [ma:fa'tia] „betrübt“. Wird dadurch einem nicht-geminierten hohen Vokal die Betonung zugewiesen, der unmittelbar auf einen nicht-hohen Vokal folgt, verlagert sich die Betonung auf den nicht-hohen Vokal und der hohe Vokal wird als Approximant realisiert, wie in fetaui [fe'tawi] „treffen“, faiva ['fayva] (eine Fischfangmethode).

### Reduplikation
Die tuvaluische Sprache nutzt sowohl totale als auch partielle Reduplikation.
Totale Reduplikation existiert nur für zweimorige Wurzeln und ist nur noch für Verben produktiv, die dadurch eine iterative Bedeutung bekommen, z B. teletele aus tele „rennen“.
Partielle Reduplikation ist sehr produktiv und kann verschiedene Funktionen erfüllen. Man kann zwischen externer und interner partieller Reduplikation unterscheiden.
Bei der externen partiellen Reduplikation kann das reduplizierte Element als Präfix oder Suffix behandelt werden. Bei zweimorigen Wörtern wird die betonte More redupliziert, wie bei oola von ola „lebend“. Steht vor der betonten More ein Konsonant, wirkt sich die Reduplikation auch auf ihn aus. Der Vokal wird dann getilgt, da zwei identische KV-Sequenzen aufeinander folgen, wie in ttula von tula „kahl“. Bei Wörtern mit drei oder mehr Moren sind die letzten zwei Moren und die ihnen vorangehenden Konsonanten betroffen, wie in uateetee von uatee „laut“ oder foolikiliki von fooliki „klein“.
Bei der internen partiellen Reduplikation muss das reduplizierte Element als Infix behandelt werden. Sie betrifft nur Wörter mit drei oder mehr Moren.
Wenn dem betonten Vokal eines Wortes mit drei Moren ein Konsonant direkt vorangeht, wirkt sich die Reduplikation auf diesen Konsonanten und den ihm vorangehenden Vokal aus, jedoch separat auf jedes Segment, wie in siinnaa von sinaa „weiß (Haare)“. Wenn dem betonten Vokal kein Konsonant direkt vorangeht, wirkt sich die Reduplikation auf den betonten Vokal selbst und den ihm vorangehenden Vokal aus, wie in gaaoofe von gaofe „gekrümmt“. Ist bei dem dreimorigen Wort ein zu reduplizierendes Segment bereits geminiert, wirkt sich die Reduplikation lediglich auf das andere Segment aus, wie in maauu von mauu „gebissen“.
Bei Wörtern mit vier oder mehr Moren wird nur der Konsonant, der dem betonten Vokal direkt vorangeht, redupliziert, oder, wenn kein Konsonant direkt vorangeht, der betonte Vokal selbst, wie in foollloki von fooliki „klein“ und fakaeeke von fakaeke „sich auf etwas Erhöhtem abstützen“. Durch interne partielle Reduplikation wird bei intransitiven Verben die Numeruskongruenz mit dem Subjekt markiert.

## Grammatik

### Syntax
Tuvaluisch ist eine Ergativsprache. Absolutive sind in der Regel nicht markiert, können jedoch optional durch den Absolutiv-Kontrastiv-Marker a gekennzeichnet werden. Ergative werden durch den Kasusmarker nee gekennzeichnet.
Die Wortstellung intransitiver Sätze ist VS oder SV:
- VS: Koo fano | Niu

INCH gehen | Niu
Niu ist gegangen.
- SV: Niu koo fano

Niu | INCH gehen
Niu ist gegangen.
Die Grundwortstellung transitiver Sätze ist VSO. VOS und OVS sind ebenfalls belegt, genauso wie SVO. Allerdings kann das Subjekt in präverbaler Position keine Ergativmarkierung bekommen. An ihre Stelle kann optional der Absolutiv-Kontrastiv-Marker treten.
- VSO: Ne ffuti | nee Niu | te atu teelaa

PST ziehen | ERG Niu | ART Bonito DEM
Niu zog jenen Bonito(-Fisch) an Land.
- VOS: Ne ffuti | te atu teelaa | nee Niu

PST ziehen | ART Bonito DEM | ERG Niu
Niu zog jenen Bonito(-Fisch) an Land.
- OVS: Te atu teelaa | ne ffuti | nee Niu

ART Bonito DEM | PST ziehen | ERG Niu
Niu zog jenen Bonito(-Fisch) an Land.
- SVO: Niu | ne ffuti | te atu teelaa

Niu | PST ziehen | ART Bonito DEM
Niu zog jenen Bonito(-Fisch) an Land.
In ditransitiven Sätzen muss das indirekte Objekt immer postverbal realisiert sein; die unmarkierte Reihenfolge ist VSdOiO. Indirekte Objekte werden durch die direktionale Präposition ki (in Schriftsprache auch ki luga), seltener auch durch die benefaktive Präposition moo markiert.

#### Sonderklassen intransitiver Verben
Einige intransitive Verben nehmen zwei Argumente. Darunter fallen a) Verben des Bringens, Nehmens, Begegnens und einige Verben, die Besitzverhältnisse beschreiben, b) Verben mit einem Experiencer-Argument und c) Verben, die ein Ursache-Wirkungs-Schema (engl.: cause-target) beschreiben. Diese Verben nehmen ein Patiensargument im Absolutiv und a) ein Agensargument, das durch die komitative Präposition mo als Oblique gekennzeichnet ist, b) ein Experiencer-Argument, das durch die lokationale Präposition i als Oblique gekennzeichnet ist, oder c) ein Agens- oder Cause-Argument, das durch die lokationale Präposition i als Oblique gekennzeichnet wird.
Außerdem hat die tuvaluische Sprache Mittelverben, die ein Subjekt im Absolutiv und ein Mittelobjekt, das durch direktionale Präposition ki oder lokationale Präposition i markiert ist, regieren. Mittelverben sind grundsätzlich lexikalisch definiert, für das Tuvaluische lässt sich jedoch feststellen, dass viele Verben, die Emotionen oder willensmäßige Sinneswahrnehmungen (so z. B. fakalogo „anhören“ im Gegensatz zu „hören“) kodieren, zu den Mittelverben gezählt werden. Besnier rechnet die Mittelverben zu den intransitiven Verben, da sie sich in verschiedenen morphologischen Prozessen wie intransitive Verben verhalten. Mittelverben kommen in verschiedenen polynesischen Sprachen vor, u. a. auch im Samoanischen.

#### Die Einkonstituentenneigung
Das Tuvaluische zeigt in natürlichem Diskurs eine Tendenz zu Sätzen (im Sinne von engl. „clause“), die aus einem Verb und einer einzigen NP bestehen. Dies hat Einfluss auf intransitive und transitive Sätze.
Für intransitive Sätze gilt, dass keine subjektlosen Konstruktionen erlaubt sind. Ebenso weist das Tuvaluische keine semantisch leeren Subjekte auf. Wie im Russischen und in den semitischen Sprachen nehmen Wetterverben beispielsweise immer ein Subjekt, das ein Wetterphänomen enkodiert.
- Koo ppaa | fattili

INCH explodieren | Donner
Es donnert. (wörtlich: Donner explodiert.)
Auf transitive Sätze wirkt die Einkonstituentenneigung, indem, wo möglich, Argumente reduziert werden. Subjekte müssen nicht realisiert werden, wenn sie ein generisches, unidentifizierbares oder nicht-referentielles Agens kodieren, oder wenn es für den Kontext nicht wichtig ist, das Agens zu identifizieren. Subjekte und Objekte müssen nicht realisiert werden, wenn ihre Identität durch den linguistischen oder außerlinguitischen Kontext ersichtlich ist. Auch können bestimmte Verben, die Equi-NP-Tilgung erlauben, oder Anhebungsverben verwendet werden. Diese bewirken, dass eine Konstituente des zugrundeliegenden transitiven Satzes zum Argument des Equi- oder Anhebungsverbs wird und die andere Konstituente zum Argument des eingebetteten transitiven Verbs. Equi- und Anhebungsverben haben in einem solchen Kontext einen geringen oder gar keinen semantischen Gehalt.
Oft wird das Agens eines transitiven Verbs als Possessor des Patiens ausgedrückt. Eine OV-Stellung ist dann, im Gegensatz zum Ausdruck „echter“ Besitzverhältnisse, nicht möglich. Die Kodierung des Agens als Possessor des Patiens ist in der Tat die unmarkierte Form, der Ergativkasus wird eigentlich nur dann benutzt, wenn das Agens eine hohe Verantwortlichkeit für die beschriebene Aktion trägt.
- Ne kkati | telotou niu.

PST fällen | ihre Kokospalme
Sie fällten eine Kokospalme. (wörtl.: Fällten ihre Kokospalme.)
- Ne kkati | nee laatou | niu.

PST fällen | ERG sie | Kokospalme
Sie waren diejenigen, die die Kokospalme gefällt haben. (wörtl.: Sie fällten eine Kokospalme.)
Interessant ist, dass sich auch im Popol Vuh, einem kolonialzeitlichen Dokument in der Mayasprache Quiché Belege für die Kodierung eines Agens als Possessor des Patiens finden. Allerdings kann diese Konstruktion dort nur benutzt werden, wenn das Agens tatsächlich Possessor des Patiens ist, oder durch die durch das Verb ausgedrückte Handlung vollständige Kontrolle über das Patiens erlangt.

## Wortschatz
Tuvaluisch hat mit anderen polynesischen Sprachen Teile des Wortschatzes gemeinsam. So bedeutet te Atua auf Tuvaluisch wie auf Māori „Gott“.

## Schrift
Tuvaluisch besitzt keine einheitliche Orthographie. Die meisten Sprecher benutzen eine an das Samoanische angelehnte Orthographie in lateinischer Schrift.

## Forschungsgeschichte
Bis zum Beginn des 20. Jahrhunderts war Tuvalu relativ isoliert, obwohl spanische Entdecker die Inseln Nui und Niulakita bereits 1568 und 1595 gesichtet hatten.
Die tuvaluische Sprache wurde erstmals 1846 von Horatio Hale, Mitglied der United States Exploring Expedition, erwähnt, der in seinen philologischen Memoiren eine 120 Wörter umfassende Liste des Vaitupu-Dialekts veröffentlichte. Verschiedene andere Wortlisten wurden zu Beginn des 20. Jahrhunderts publiziert.
Seit den 1980er Jahren hat Niko Besnier zahlreiche Artikel zum Tuvaluischen publiziert. Andere erwähnenswerte Werke stammen von Donald G. Kennedy, Peter Ranby, Geoffrey W. Jackson und Jay Noricks.

### Allgemeine Beschreibungen und Grammatiken
- Besnier, Niko: Tuvaluan. A Polynesian Language of the Central Pacific. Routledge, London 2000, ISBN 0-415-02456-0
- Dürr, Michael: Morphologie, Syntax und Textstrukturen des (Maya-)Quiche des Popol Vuh. Linguistische Beschreibung eines kolonialzeitlichen Dokuments aus dem Hochland von Guatemala. Durchgesehene und korrigierte elektronische Neuausgabe. Berlin 2003. Als PDF-Dokument erhältlich unter: http://home.snafu.de/duerr/download.html